# Oh Baby I...
Oh Baby I... is een nummer van de Britse meidengroep Eternal. Het is de vijfde single van hun debuutalbum Always & Forever.

## Tracklist

### Cd-maxi
1. Oh Baby I ... (Nigel Lowis Remix)
2. Sweet Funky Thing (Puff The Blunted Dragon)
3. Sweet Funky Thing (K & T Atlanta Remix)
4. Decisions

## Coverversie
In 2001 vond een eenmalige samenwerking plaats tussen vijf Vlaamse zangeressen: Kate Ryan, Linda Mertens, Esther Sels, Pascale Feront en Maaike Moens. Zij brachten het nummer rond de kerstperiode opnieuw uit en haalden hiermee een 24e positie in de Radio 2 Top 30 en een 47e positie in de Ultratop 50.